# Instituto Max Planck de Biología de Infecciones
El Instituto Max Planck de Biología de Infecciones ( MPIIB ) es un instituto de investigación no universitario de la Sociedad Max Planck ubicado en el corazón de Berlín, en Berlin-Mitte. Fue fundado en 1993. Arturo Zychlinsky es actualmente su director general. El MPIIB está dividido en nueve grupos de investigación, dos grupos asociados y dos grupos eméritos del director fundador Stefan H. E. Kaufmann y del director emérito Thomas F. Meyer. El departamento "Regulación en Biología de la Infección", dirigido por la premio Nobel 2020 Emmanuelle Charpentier, se escindió como centro de investigación independiente en mayo de 2018. La Unidad Max Planck para la Ciencia de los Patógenos es ahora administrativamente independiente del Instituto Max Planck de Biología de las Infecciones. En octubre de 2019, Igor Iatsenko y Matthieu Domenech de Cellès establecieron sus grupos de investigación en el instituto, Mark Cronan comenzó su cargo como jefe de grupo de investigación en marzo de 2020. Silvia Portugal se incorporó al instituto en junio de 2020 como jefa del grupo Lise Meitner. Otros dos grupos de investigación se añadieron en 2020, Felix M. Key se unió en septiembre y Olivia Majer en octubre, completando la reorganización del Instituto Max Planck de Biología de la Infección. Simone Reber se incorporó como becaria Max Planck en 2023 y ahora dirige el grupo de investigación Biología Cuantitativa.

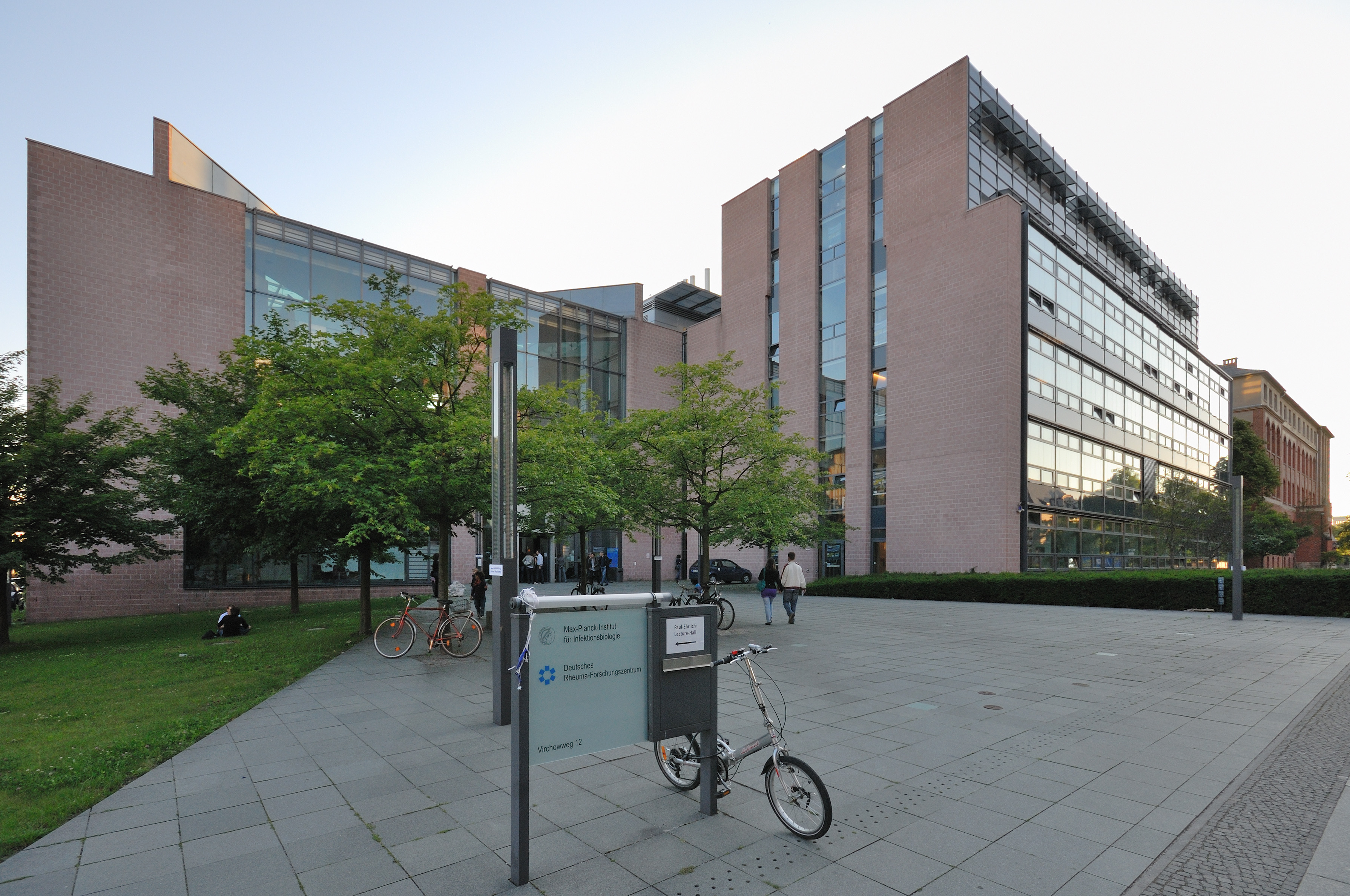
MPI de Biología de las Infecciones en el Campus Charité Mitte, Berlín

## Grupos de Investigación
- Mark Cronan dirige el grupo de investigación "Biología celular in vivo de las infecciones". El grupo investiga cómo se desarrollan los granulomas en el curso de una infección tuberculosa y cómo pueden utilizarse terapias dirigidas al huésped para protegerlo contra las infecciones.[6]

- Matthieu Domenech de Cellès dirige el grupo de investigación "Epidemiología de las enfermedades infecciosas". Su trabajo se centra en la biología poblacional de las enfermedades infecciosas, con vistas a comprender cómo los mecanismos de infección a nivel individual se traducen en dinámicas a nivel poblacional.[7]

- Igor Iatsenko dirige el grupo de investigación "Genética de las interacciones huésped-microbio". Su objetivo es comprender los mecanismos por los que el hospedador discrimina y responde a distintos retos microbianos.[8]

- Felix M. Key dirige el grupo de investigación "Patogenómica evolutiva", cuyo objetivo es descubrir los mecanismos genéticos y la variación fenotípica que subyacen a la aparición y adaptación de microbios infecciosos.[9]
- La unidad de investigación "Biología de los vectores" está dirigida por Elena Levashina. Estudia el papel que desempeñan los mosquitos en la regulación del desarrollo de los parásitos de la malaria.[10]
- Olivia Majer dirige el grupo de investigación "Regulación del sistema inmunitario innato", que adopta un enfoque biológico celular para estudiar cómo la organización espacial y el tráfico de receptores inmunitarios innatos contribuyen a la homeostasis inmunitaria y cómo las perturbaciones de estos procesos favorecen la inflamación y la autoinmunidad.[11]

- La jefa del grupo Lise Meitner, Silvia Portugal, dirige el grupo de investigación "Biología del parásito de la malaria", que se centra en las interacciones entre los parásitos de la malaria y los huéspedes en un entorno que cambia estacionalmente.[12]
- Simone Reber, becaria Max Planck, dirige el grupo "Biología cuantitativa", donde trabaja en los principios bioquímicos y biofísicos que subyacen a la autoorganización y el escalado de orgánulos, centrándose en las propiedades de la tubulina[13]
- Marcus Taylor dirige el grupo de investigación "Visualización de la señalización inmunitaria". Su grupo trata de descifrar la transferencia de información celular en el contexto de las infecciones y las respuestas inmunitarias.[14]

- El Departamento de Microbiología Celular está dirigido por Arturo Zychlinsky. El foco de investigación del grupo es la hipótesis de que la cromatina puede haber evolucionado para tener una función inmune en eucariotas. El grupo está probando esta hipótesis observando las " trampas extracelulares de neutrófilos " (NET), descubiertas por el grupo, y estudiando el papel de las histonas en el sistema inmunológico.[15]
- El grupo emérito de Stefan HE Kaufmann se centra en diversos aspectos de la infección y la inmunología de la tuberculosis, así como en la investigación racional de vacunas.
- El grupo emérito de Thomas F. Meyer estudia la patogénesis de las infecciones por Chlamydia, Helicobacter y Neisseria. Se presta especial atención a los mecanismos moleculares de interacción de dichos patógenos con sus células huésped y a las respuestas de las células huésped. En este caso se pone énfasis en la genómica funcional de la célula huésped mediante ARN de interferencia.[16]

## Programa de Graduados
El instituto también cuenta con una Escuela Internacional de Investigación Max Planck de Enfermedades Infecciosas e Inmunología en Berlín. El IMPRS-IDI es un programa de doctorado en lengua inglesa en el que participan profesores de la Universidad Libre de Berlín, la Universidad Humboldt de Berlín, el Instituto Robert Koch, el Centro Alemán de Investigación sobre el Reumatismo y el Instituto Leibniz de Investigación sobre Zoología y Fauna Salvaje. El IMPRS-IDI, junto con otras cinco escuelas de postgrado, forma la "Escuela de Postgrado ZIBI de Berlín". La misión del IMPRS-IDI es "comprender mejor las interacciones huésped-patógeno a todos los niveles". Arturo Zychlinsky es el portavoz del IMPRS-IDI.